# All This Time (Tiffany)
"All This Time" fu il primo singolo estratto dal secondo album di Tiffany, Hold an Old Friend's Hand negli Stati Uniti. In Inghilterra invece fu scelto come secondo singolo, dopo Radio Romance.